# Relaciones Birmania-España
Las relaciones Birmania-España son las relaciones bilaterales entre el Reino de España y la República de la Unión de Myanmar. 

## Relaciones diplomáticas
Las relaciones diplomáticas han mejorado durante los últimos años tras la apertura del régimen birmano. La prueba son los contactos regulares entre funcionarios españoles y birmanos en encuentros internacionales. En marzo de 2012, el director general de Asia visitó Birmania.

## Relaciones económicas

### Relaciones comerciales
Las relaciones comerciales entre España y Birmania son reducidas y profundamente desequilibradas a favor de Birmania. La razón es un crecimiento constante de las importaciones durante los últimos años (desde 2009 las importaciones desde Birmania crecieron hasta los 36 millones de euros, pero con un mínima bajada en el último bienio). Por su parte, las exportaciones también han aumentado considerablemente, un 69 %, pero a partir de cifras insignificantes, 3,4 M€.

### Inversiones
Los flujos de inversión española en Birmania son inexistentes, con un stock nulo en M€ a 31 de diciembre de 2013. Según las cifras del Registro de Inversiones Exteriores, los flujos de inversión directa bruta española en Birmania son deficitarios.
La penetración del mercado birmano es muy baja por parte de empresas españolas, aunque creciente. Ha aumentado de forma importante el número de empresas españolas del sector químico, electrónico y confección que fabrican o compran en Birmania, lo que explica el abultado déficit comercial.

## Cooperación
Las relaciones de cooperación se enmarcan en el seno de la UE que se ha convertido en uno de los mayores donantes en Birmania con un presupuesto que
roza los 180 M€. El objetivo es ayudar a Birmania a cumplir con los Objetivos del Milenio, desarrollar la sociedad civil y avanzar en el proceso de reformas.
Para el periodo 2014-2020 se incrementará la ayuda europea. Para eso, es fundamental una buena coordinación entre la UE, sus Estados miembros y el
Gobierno birmano. Ese fue el objetivo del I y II Foro de Cooperación al Desarrollo celebrado en Birmania en enero de 2013 y 2014 que fijaron los retos de la cooperación europea en Birmania para los próximos años.
De acuerdo con lo acordado en el Foro, los principales campos de actuación de la cooperación europea serán: la consolidación de la paz, la gobernabilidad, el desarrollo rural, la salud, la educación, y el desarrollo del sector privado. Las prioridades horizontales serán: Derechos humanos, sociedad civil, género y medioambiente.

## Misiones diplomáticas
- Birmania no tiene embajada en España, pero su embajada en París está también acreditada para este país.[4]
- España tiene una embajada en Rangún.[5]